# Карион (Истомин)
Иеромонах Карион (Истомин; конец 1640-х, Курск, Русское царство — 15 мая 1717, Москва, Русское царство) — русский писатель, справщик, придворный поэт, иеромонах московского Чудова монастыря, глава Московского печатного двора (4 марта 1698 — 15 ноября 1701). Близкий родственник и сподвижник Сильвестра (Медведева).

## Биография
Происходил из Курска. Ученик Сильвестра (Медведева) и братьев Лихудов. С 1679 года работал на Московском печатном дворе, в том же году принял монашество. Не позднее 1682 года начал выполнять обязанности секретаря патриарха Иоакима. Сохранил эту должность при патриархе Адриане. В качестве патриаршего секретаря составлял слова на все важнейшие события политической жизни России: Крымские, Азовские походы, стрелецкое восстание 1698 года и др. Известны его стихотворные приветствия царю Петру I и посвящения царевне Софье. Из других адресатов сочинений Кариона можно отметить царевича Алексея, цариц Наталью Кирилловну, Марфу Матвеевну, Прасковью Фёдоровну, Евдокию Фёдоровну, царевен Татьяну Михайловну и Наталью Алексеевну. Карион участвовал в воспитании царевича Алексея Петровича. Вскоре после смерти патриарха Адриана лишился места на печатном дворе. В 1712 году ездил в Новгород по приглашению митрополита Иова для преподавания в устроенной им школе. Позднее он вернулся в Чудов монастырь. В литературе его долгое время смешивали с современником Карионом Заулонским, однако Р. К. Агаркова доказала, что это разные лица.

## Педагогическое наследие
Перу Кариона принадлежит иллюстрированный Букварь, ставший лучшим учебным пособием своего времени. Рукопись Букваря написана в 1691 году, а в 1692 году Карион преподнёс по экземпляру этого букваря царице Наталии Кирилловне и царице Прасковье Фёдоровне. В 1694 году сочинение издано на Печатном дворе с гравюрами Леонтия Бунина. В 1695 году для царевича Алексея Петровича написан Большой букварь, изданный в 1696 году тиражом в 20 экземпляров.

## Переводческая деятельность
Среди переводов Кариона числятся следующие произведения:
- «Боговидная любовь» блаженного Августина (13 марта 1687 года, для царевны Софьи);
- «Чин сочинения и освящения мира» (с греческого);
- «О случаях военных» Юлия Фронтина (для царя Петра Алексеевича)
- «Сладость умнословной души» (с белорусского, для царевны Натальи Алексеевны);
- греческий летописец (3 марта 1699 года, для царевича Алексея Петровича);
- отдельные главы Римских деяний